# Louis Defré

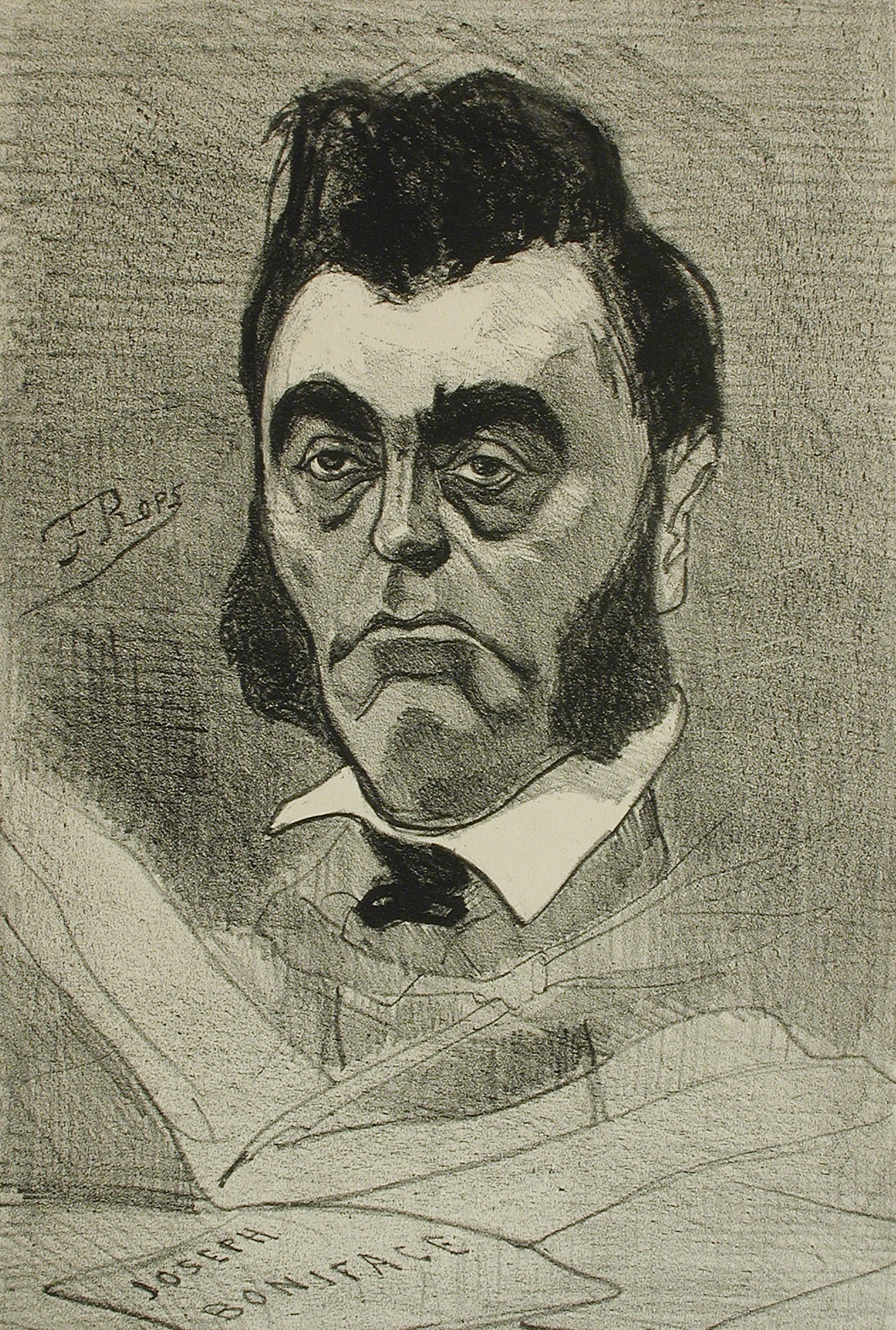
Louis Defré, lithografie door Félicien Rops.

Louis Joseph Defré (Leuven, 19 december 1814 - Ukkel, 27 april 1880) was een Belgisch volksvertegenwoordiger.

## Levensloop
Defré was een zoon van de chirurg en verloskundige Jean-Baptiste Defré en van Thérèse Vanden Berck. Hij trouwde met Julienne Asselberghs.
Gepromoveerd tot doctor in de rechten aan de Katholieke Universiteit Leuven (1839) vestigde hij zich als advocaat in Brussel en bleef dit tot aan zijn dood. Hij werkte ook mee aan de liberale krant Le Messager de Gand et des Pays-Bas.
In 1859 werd hij gemeenteraadslid in Ukkel en was er burgemeester van 1864 tot 1872 en van 1879 tot aan zijn dood. Ukkel kende toen een aanzienlijke ontwikkeling en werd de meest gegeerde residentiële voorstad van Brussel. Hij bekommerde zich sterk om de uitbreiding van de gemeentescholen. In 1866 vertoonde hij een opmerkelijke toewijding tijdens de cholera-epidemie die zijn gemeente trof.
In 1858 werd hij verkozen tot liberaal volksvertegenwoordiger voor het arrondissement Brussel en ook dit mandaat behield hij tot aan zijn dood.
Vooral van 1850 tot 1860 was hij politiek zeer actief. Hij publiceerde heel wat politieke en antiklerikale pamfletten, die hem onder de radicalen van zijn partij catalogeerden. Hij publiceerde zijn scherpe aanvallen vooral onder de schuilnaam Joseph Boniface en Maurice Voituron, omdat hij het zich als advocaat en politicus moeilijker kon veroorloven onder eigen naam te publiceren. Dit was onder meer het geval voor het pamflet Tiel Uylenspiegel patriote dat, door de scherpte van de toon, heel wat ophef veroorzaakte.
In 1856 werd hij lid van de vrijmetselaarsloge Les Amis Philanthropes. In zijn loge gaf hij een uiteenzetting waarin hij de afschaffing van de doodstraf bepleitte. In 1865-1866 was hij Grootredenaar van het Belgische Grootoosten en in die hoedanigheid hield hij op 10 februari de herdenkingsrede bij het overlijden van koning Leopold I.
Hij was ook lid van de vereniging Vlamingen Vooruit in Brussel.
Er is een De Frélaan in Ukkel.

## Publicaties (onder pseudoniem Joseph Boniface)
- Tiel Uylenspiegel patriote, Brussel, 1860.
- Influence épiscopale: Réponse à M. Prosper Cornesse, ministre de la justice par Louis de Fré, Brussel, 1871.
- De l'influence du dogme catholique sur la politique nationale, Brussel, 1855.
- L'intolérance catholique et les lettres pastorales, Brussel, 1857.
- De la neutralité armée, Brussel, 1861. (Deel 3 van La Belgique indépendante)
- La division libérale et la puissance cléricale, Brussel, 1875.
- Biographie anecdotique, par un ami d'enfance, Brussel, 1881.

## Publicaties (onder pseudoniem Maurice Voituron)
- Le Parti libéral joué par le Parti catholique, dans la question de l'enseignement supérieur ou Ce que coûte aux contribuables l'Université cléricale de Louvain : épitre à Mgr. De Ram, Brussel by Périchon, 1850.